# Římskokatolická farnost Lidečko
Římskokatolická farnost Lidečko je územní společenství římských katolíků s farním kostelem svaté Kateřiny v děkanátu Vsetín. 

## Historie farnosti
Původní kostel byl postaven během let 1330–1340. V roce 1511 byl farní kostel vysvěcen olomouckým světícím biskupem Martinem. O zasvěcení kostela sv. Kateřině je poprvé zmínka roku 1689. Po vpádu Tatarů na konci 17. století byl chrám zničen a Lidečko vypáleno. Nový kostel byl postaven roku 1700.

## Duchovní správci
Farářem byl od listopadu 2014 R. D. Mgr. Josef Červenka. Od července 2017 ho vystřídal R. D. Mgr. Petr Martinka.

## Bohoslužby
| Kostel         | Místo   | Bohoslužba (den)                          | Hodina                                                  | Poznámka     |
| -------------- | ------- | ----------------------------------------- | ------------------------------------------------------- | ------------ |
| svaté Kateřiny | Lidečko | neděle pondělí úterý čtvrtek pátek sobota | 7.30, 10.30 18.00 7.00 18.00 18.00 (mše pro děti) 7.30. | farní kostel |

## Aktivity ve farnosti
Na území farnosti se pravidelně pořádá tříkrálová sbírka. V roce 2017 se při ní v Lidečku vybralo 98 907 korun. 
Farnost se v březnu 2016 zapojila do projektu "24 hodin pro Pána", kdy se věřící 24 hodin nonstop modlili a adorovali.
Každoročně se ve farnosti koná Noc kostelů. V roce 2017 při ní mohli návštěvníci vyslechnout přednášku s ukázkami, jak lze moderní technologie využít k prohlubování víry.
Každý týden vychází farní časopis Kvítek ze Sinaje.
V říjnu 2017 uděloval ve farnosti arcibiskup Jan Graubner svátost biřmování. V následujícím měsíci farnost pořádala jedenáctý ročník přehlídky schol z olomoucké arcidiecéze a Slovenska
V sobotu 3. července 2021 se před kostelem sv. Kateřiny konala slavnostní primiční mše svatá, jíž se v televizním přímém přenosu TV Noe zúčastnilo několik set věřících a příbuzných novosvěcených kněží.